# Leptothyrium melaleucum
Leptothyrium melaleucum är en svampart som beskrevs av Grove 1922. Leptothyrium melaleucum ingår i släktet Leptothyrium, divisionen sporsäcksvampar och riket svampar.   Inga underarter finns listade i Catalogue of Life.